# تملوس
تُمْلوس (الاسم العلمي Thymallus)، جنس أسماك نهرية من مفتوحات المثانة وفصيلة السلمونيات. وقد أختلف العلماء في تصنيف أنواعه منذ القديم. جميعها من أسماك البلاد الباردة والمعتدلة الحرارة. يكثر وجودها في معظم أنهر أوروبا الوسطى والشمالية. أجسامها وشعية الشكل. زعانفها الظهرية كبيرة. زعانفها الشرجية فارقة. لحومها جيدة الصنف.